# Freemium
 (décembre 2024).
Le freemium (mot-valise des mots anglais free : gratuit, et premium : supérieur, privilégié) est une stratégie commerciale par laquelle on propose un produit ou le plus souvent un service gratuit, en libre accès, qui est destiné à attirer un grand nombre d’utilisateurs. On cherche ensuite à convertir ces utilisateurs en clients pour une version ou des services complémentaires premium du produit ou du service plus évolué, haut de gamme mais surtout payant. 

## Origine du terme
Le modèle freemium est utilisé par l’industrie des logiciels depuis les années 1980 en tant que régime de licence. Il s'agit souvent d'une version limitée dans le temps servant à promouvoir une version complète payante. Le modèle est particulièrement adapté aux logiciels car le coût de distribution est négligeable. Peu de choses sont perdues en distribuant des licences de logiciels libres tant qu'une cannibalisation (en) significative est évitée.

## Restrictions
Les moyens par lesquels le produit ou le service peut être restreint dans la version gratuite sont les suivants :
- Caractéristiques limitées : un client de chat vidéo gratuit ne peut pas inclure les appels vidéo à trois. La plupart des jeux gratuits entrent dans cette catégorie, car ils offrent des objets virtuels qui sont soit impossibles ou très lents à acheter avec la monnaie du jeu, mais qui peuvent être achetés instantanément avec de l'argent du monde réel.
- Capacité limitée : par exemple, SQL Server Express est limité aux bases de données de 10 Go ou moins.
- Licence d'utilisation limitée : la plupart des logiciels Autodesk ou Microsoft dotés de fonctions complètes sont gratuits pour les étudiants titulaires d'une licence pédagogique (cf. Microsoft Imagine). Certaines applications, comme CCleaner, sont gratuites pour un usage personnel seulement.
- Temps d'utilisation limité : la plupart des jeux gratuits permettent à l'utilisateur de jouer le jeu consécutivement pendant un nombre limité de niveaux ou de tours ; le joueur doit soit attendre un certain temps pour jouer plus ou acheter le droit de jouer plus.
- Soutien limité : le support technique prioritaire ou en temps réel peut ne pas être disponible pour les utilisateurs non payants. Par exemple, Comodo offre tous ses produits logiciels gratuitement. Ses offres haut de gamme ne font qu'ajouter différents types de support technique.
- Accès limité ou inexistant aux services en ligne qui ne sont disponibles qu'en souscrivant des abonnements périodiques.

## Milieu d'utilisation
En principe, les produits logiciels doivent faire la distinction entre les logiciels libres et fonctionnant pleinement ; et les logiciels libres mais limités. Alors que les utilisateurs de logiciels libres reçoivent le produit complet, y compris les droits de visualisation et de modification du code source, ils ne reçoivent qu'un extrait de la gamme de services offerts par le logiciel et n’ont jamais aucun droit pour changer le code source.
Les différences entre la version de base gratuite et la version payante varient selon les produits :

### Jeux sur ordinateur
Les jeux informatiques (en particulier les jeux par navigateur et par téléphone portable) sont de plus en plus commercialisés comme des produits freemium. Cependant, on parle ici de free-to-play. Le produit de la vente provient de la publicité placée dans le jeu et de l'achat d’objets virtuels ou d'avantages par rapport à d'autres joueurs pour de l'argent réel. Ce dernier est souvent critiqué par l'expression pay-to-win, ce qui signifie que les clients qui paient pour le contenu d'un jeu ont des chances améliorées ou accélérées de réussir dans le jeu.

### Logiciel d'application
Les versions gratuite et premium ont des fonctionnalités différentes. La fonctionnalité complète est initialement disponible dans la version de base. Pendant le temps d’utilisation, des mesures sont réalisées (durée, bande passante, taille de fichier, etc.). Une fois la limite de volume atteinte sur la version gratuite, le produit ne peut être utilisé qu’avec la version premium. Un exemple de ceci est le SQL Server Express. Dans sa version freemium, la taille des bases de données est limitée à 10 Go. Le produit complet est offert gratuitement à certains groupes de clients. Le modèle Microsoft Office  en est un exemple : les étudiants d’écoles ou de facultés ayant un partenariat avec Microsoft pourront bénéficier de logiciels sélectionnés offerts.

### Matériel
Le matériel est commercialisé avec le modèle freemium. Le fournisseur publie des plans, des listes de pièces et des tutoriels gratuitement, souvent sous forme de matériel gratuit, dans le but de créer une communauté en ligne qui contribue à son tour à améliorer le produit (externalisation ouverte). Une fois que l'attention et les besoins nécessaires ont été créés, le fournisseur propose des kits ou des produits finis basés sur ceux-ci. Le groupe cible est constitué des clients qui n'ont pas le temps ni les compétences nécessaires pour assembler le produit eux-mêmes, mais qui souhaitent le posséder et sont prêts à payer pour. Chris Anderson suit ce modèle économique avec sa société DIY Drones et le décrit dans son livre "Free".

### Livres
Les livres sont également proposés en tant que produits freemium. Le produit de base est la version électronique (livre audio, livre électronique, site Web), le livre relié en papier représente le produit premium. Le livre déjà mentionné, "Free" by Chris Anderson, a été commercialisé de cette manière.
Daniel Shiffman a publié en 2012 "The Nature of Code" sous forme de livre à couverture rigide. La version électronique en HTML est disponible gratuitement en ligne.

### Journaux
La presse française a intégré le système "metered paywall" par lequel les internautes peuvent lire un certain nombre d’articles par mois ou par semaine avant d’être incités à payer pour accéder à plus de contenu. En 2016, le journal Le Parisien a opté pour ce modèle pour faire face à la crise de la presse.

### Télévision
En France, le chaîne Canal+ se base sur le freemium avec des horaires de diffusion en clair qui représente le service gratuit et des horaires cryptés et payants qui nécessitent un abonnement.